# Hohenzollern-Hechingen (księstwo)
Hohenzollern-Hechingen – państwo istniejące w latach 1576–1850 na terenie dzisiejszych Niemiec.
Hohenzollern-Hechingen powstało jako hrabstwo w 1576 po podziale państwa młodszej, szwabskiej linii Hohenzollernów na trzy części (powstały wtedy również hrabstwa Hohenzollern-Haigerloch i Hohenzollern-Sigmaringen). Wchodziło w skład Świętego Cesarstwa Rzymskiego. Na jego obszarze, w Hechingen znajdował się zamek Hohenzollern – gniazdo rodowe Hohenzollernów. W 1623 Hohenzollern-Hechingen otrzymało status Księstwa. W 1850 roku, po wydarzeniach Wiosny Ludów, zostało w efekcie dwustronnego traktatu anektowane przez Prusy. Terytorium księstwa zostało połączone z księstwem Hohenzollern-Sigmaringen. Utworzona Hohenzollernsche Lande stanowiła eksklawę Prus w południowych Niemczech.
W przeciwieństwie do rodu Hohenzollern-Sigmaringen książęta Hohenzollern-Hechingen nie odegrali w późniejszym okresie większej roli historycznej.

## Hrabiowie Hohenzollern-Hechingen (1576-1623)
- Eitel Fryderyk IV (1576-1605)
- Jan Jerzy (1605-1623), następnie książę

## Książęta Hohenzollern-Hechingen (1623-1850)
- Jan Jerzy (1623)
- Eitel Fryderyk V (1623-1661)
- Filip Krzysztof Fryderyk (1661-1671)
- Fryderyk Wilhelm (1671-1730)
- Fryderyk Ludwik (1730-1750)
- Józef Fryderyk Wilhelm (1750-1798)
- Hermann (1798-1810)
- Fryderyk (1810-1838)
- Konstantyn (1838-1850), zm. 1869